# Masud Barzani

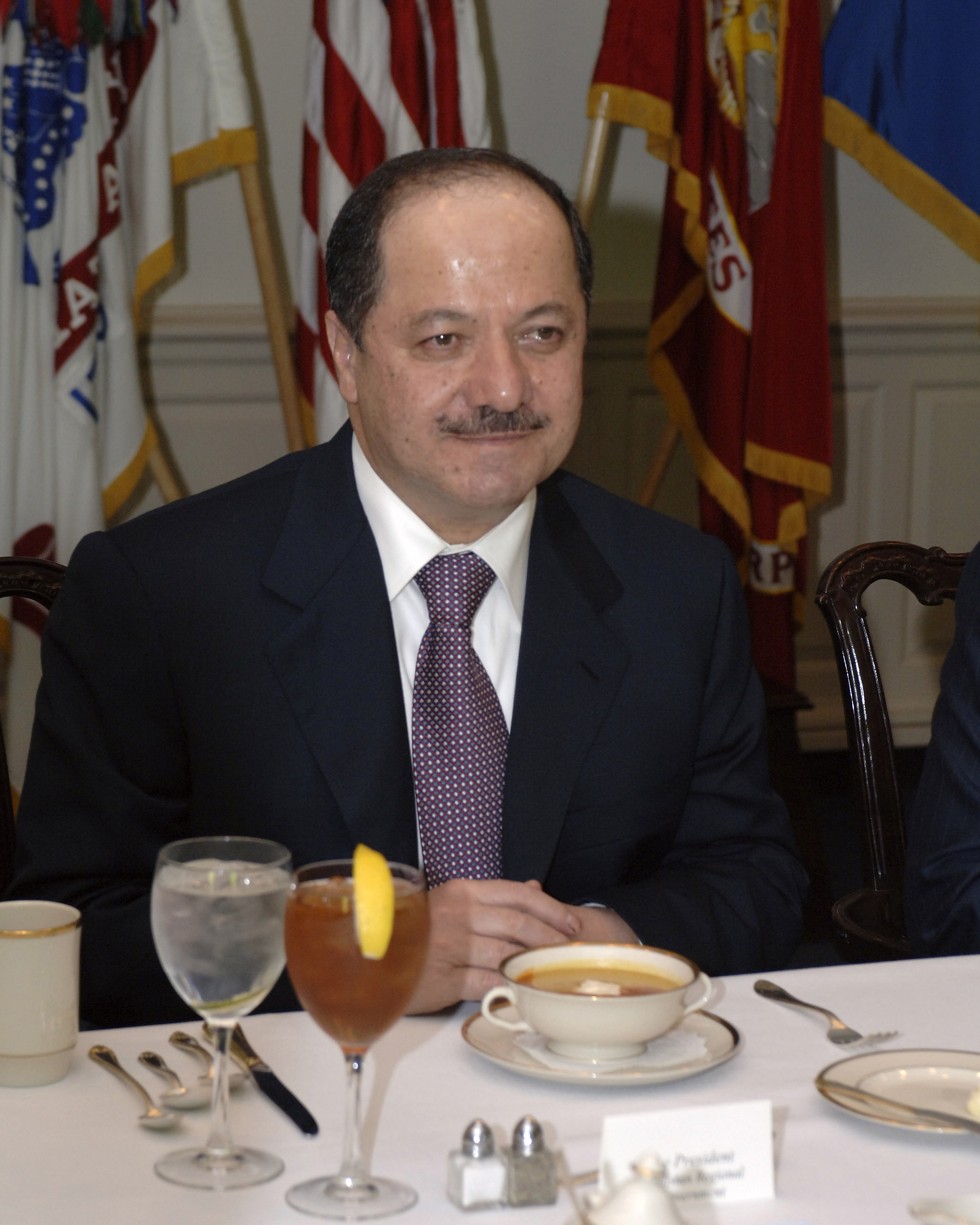
Masud Barzani (2006)

Masud Barzani, auch Massud Barsani (kurdisch مەسعوود بارزانی Mesûd Barzanî, arabisch مسعود برزاني, DMG Masʿūd Barzānī; * 16. August 1946 in Mahabad, Republik Mahabad), ist ein kurdisch-irakischer Politiker und war von 2005 bis 2017 Präsident der Autonomen Region Kurdistan in Nordirak. 1979 übernahm er den Vorsitz der Demokratischen Partei Kurdistans (PDK) von seinem Vater Mustafa Barzani.
Seine Familie bekleidet hohe Posten in der Politik und Wirtschaft, was ihr den Vorwurf des Nepotismus einbrachte. Zusammen mit der Familie Talabani teilt sie sich faktisch die politische Macht über Kurdistan.

## Frühes Leben
Nach einer misslungenen Revolution gegen die irakische Regierung floh sein Vater mit seinen Anhängern in den kurdischen Teil Irans. Dort war in den Wirren nach dem Zweiten Weltkrieg die kurdische Republik Mahabad ausgerufen worden. Mustafa Barzani wurde General des neuen Staates, der aber schon Dezember 1946 wieder zusammenbrach, als die iranische Regierung Mahabad zurückeroberte. Masud Barzani wurde dort geboren. Barzanis Vater floh mit einigen hundert Anhängern in die Sowjetunion. Masud Barzani selbst ging in den Irak. 
Nach dem Militärputsch im Irak 1958 kehrte der Vater zurück in den Irak und verhandelte mit der Staatsführung Abd al-Karim Qasims über eine kurdische Autonomie, doch die Gespräche scheiterten und führten zum Ausbruch der Barzani-Revolten. Ein Jahr nach Ausbruch der Revolte schloss sich auch der sechzehnjährige Barzani dem bewaffneten Kampf der Peschmerga-Einheiten an. Der Vater Molla Mustafa Barzani war Gründer der PDK und ihr Vorsitzender bis zu seinem Tod 1979.

## Politische Karriere
Im Jahre 1979 übernahm Masud Barzani den Vorsitz der PDK.  Die Kurden konnten in den letzten Jahren seit dem zweiten Golfkrieg 1991 und dem Irakkrieg 2003 ihre Selbstverwaltung ausbauen. Am 13. Juni 2005 wurde Barzani im kurdischen Parlament mit großer Mehrheit für vier Jahre zum Präsidenten der Autonomen Region Kurdistan im irakischen Staatsverband gewählt. Am 25. Juli 2009 wurde er durch eine Direktwahl mit einer Mehrheit von knapp 70 Prozent im Amt bestätigt.  2010 wurde er als Parteichef bestätigt. Für den Präsidenten sind nur zwei Amtszeiten vorgesehen. Barzanis Amtszeit wurde 2013 jedoch durch das Parlament nochmals um zwei Jahre verlängert. Regulär endete seine Präsidentschaft am 19. August 2015, doch er fungierte auch danach noch als Präsident. Seit den zunehmenden Zerfallstendenzen im Irak und dem sich ausweitenden Bürgerkrieg in Syrien sprach Barzani von der Möglichkeit, einen unabhängigen kurdischen Staat zu gründen.
Mit dem Abhalten eines Unabhängigkeitsreferendums Ende September 2017 zog er jedoch massive Kritik auf sich. Zwar stimmte eine überwältigende Mehrheit der irakischen Kurden für eine Abspaltung der kurdischen Gebiete vom Irak. Die Zentralregierung in Bagdad, die das Votum ablehnt und eine Annullierung seines Ergebnisses fordert, griff anschließend aber konsequent gegen die Kurden durch. Die irakische Stadt Kirkuk und die umliegenden Erdölfelder konnten die Kurden im Jahr 2017 nicht mehr behaupten. Ende Oktober 2017 kündigte Barzani an, zum 1. November zurückzutreten und keine Verlängerung seines Mandats anzustreben.

## Familie
Masud Barzani entstammt dem einflussreichen kurdischen Stamm der Barzani aus dem Gebiet Badinan im Nordirak. Er ist verheiratet und Vater von fünf Söhnen und drei Töchtern. Zwei bereits verstorbene Brüder Masud Barzanis waren Idris Barzani und Ubaidullah Barzani. Sein Neffe Necirvan Idris Barzani ist seit April 2012 Ministerpräsident der kurdischen autonomen Regierung. Sein Sohn Masrur Barzani ist seit Juli 2019 Premierminister der Region.